# NGC 6924
NGC 6924 (другие обозначения — PGC 64945, ESO 528-16, MCG -4-48-14, AM 2030-253) — галактика в созвездии Козерог.
Этот объект входит в число перечисленных в оригинальной редакции «Нового общего каталога».